# Nazionale maschile di pallamano della Russia
La nazionale di pallamano maschile della Russia è la rappresentativa pallamanistica maschile della Russia ed è posta sotto l'egida della Federazione russa di pallamano (Sojuza gandbolistov Rossija) e rappresenta il paese nelle varie competizioni ufficiali o amichevoli riservate a squadre nazionali. Così come in qualsiasi altro sport, anche nella pallamano i risultati conseguiti dall'estinta nazionale dell'Unione Sovietica fino al 1990 e dalla Squadra Unificata durante le Olimpiadi 1992 a Barcellona, appartengono all'attuale nazionale russa.
Nel suo palmarès vanta quattro ori, un argento e un bronzo olimpici (prima al mondo), tre titoli mondiali e uno europeo.

## Palmarès

### Olimpiadi
- (1976, 1988, 1992, 2000)
- (1980)
- (2004)

### Mondiali
- (1982, 1993, 1997)
- (1978, 1990, 1999)

### Europei
- (1996)
- (1994, 2000)

### Competizioni principali
- 1936: non qualificata
- 1972: 4º posto
- 1976:  Campioni
- 1980:  2º posto
- 1984: boicottata
- 1988:  Campioni
- 1992:  Campioni
- 1996: 5º posto
- 2000:  Campioni
- 2004:  3º posto
- 2008: 6º posto
- 2012: non qualificata
- 2016: non qualificata

- 1938: non qualificata
- 1954: non qualificata
- 1958: non qualificata
- 1961: non qualificata
- 1964: 5º posto
- 1967: 4º posto
- 1970: 9º posto
- 1974: 5º posto
- 1978:  2º posto
- 1982:  Campioni
- 1986: 10º posto
- 1990:  2º posto
- 1993:  Campioni
- 1995: 5º posto
- 1997:  Campioni
- 1999:  2º posto
- 2001: 6º posto
- 2003: 5º posto
- 2005: 8º posto
- 2007: 6º posto
- 2009: 16º posto
- 2011: non qualificata
- 2013: 7º posto
- 2015: 19º posto
- 2017: 12º posto
- 2019: 14º posto

- 1994:  2º posto
- 1996:  Campioni
- 1998: 4º posto
- 2000:  2º posto
- 2002: 5º posto
- 2004: 5º posto
- 2006: 6º posto
- 2008: 14º posto
- 2010: 12º posto
- 2012: 15º posto
- 2014: 9º posto
- 2016: 9º posto
- 2018: non qualificata